# Pilar del Pozo Manchado
Pilar del Pozo Manchado (Madrid, 1973) es una escritora y periodista española.

## Biografía
Licenciada en Periodismo por la Universidad Complutense de Madrid. De su trayectoria periodística destaca su paso por la radio en el programa magazine «En tu piel» de Radio Las Águilas que dirigió durante cuatro años. Además, trabajó en el Gabinete de Prensa del Sindicato de Enfermería (SATSE) como becaria y fue redactora en la revista Ahorro.
Posteriormente trabajó en el mundo de la publicidad, donde empleó su talento como creativa publicitaria durante casi diez años, hasta que, en 2006, decidió dedicarse a la enseñanza de Teatro y de Lengua y Literatura en los institutos de Madrid. En la actualidad combina la docencia con la actividad como escritora.

## Obra literaria
En 2014 publicó el cuento «Croasanes, mon amour» en la Antología de relatos breves del VI Premio Internacional Relatos de mujeres viajeras.
Algunos de sus poemas han aparecido en publicaciones hispanoamericanas como Alborismos y en antologías poéticas como Poemas en la noche (2015) de Ojos verdes ediciones.
También participó en varias ediciones de Grito de Mujer: Antología Internacional de Mujeres Poetas como en ¡Somos el grito! (Antología internacional de voces femeninas), la Antología Impresa para conmemorar el décimo aniversario del Festival Internacional de poesía Grito de Mujer.
En 2019 vio la luz su primer poemario completo A esta altura de tejados, editado por 21 Punto9 y del que en pocos meses se hizo su segunda edición.
Como dramaturga, en enero de 2020 participó en el Festival Dramaturgia femenina Atenas 2021 con el monólogo «Jarrón chino».
En 2021, publica La verdad según Lady Macbeth con la editorial independiente La Discreta.
Además, es creadora y escritora del blog literario «Lenguas como peces».

## Títulos publicados
Poesía
- A esta altura de tejados, 2019.
- La verdad según Lady Macbeth, 2021.
- Cíclope y herida, 2025.

Cuento
- Croasanes, mon amour, 2014.